# Escut d'Armènia
L'escut d'Armènia va ser adoptat oficialment l'any 1992 i és semblant al que es va utilitzar durant la primera independència, el 1918.
És quarterat, amb les armories de quatre dinasties històriques que van governar Armènia, dibuixades de manera poc tradicional: al primer quarter, de gules, un lleó contornat d'argent que porta una creu del mateix metall, emblema de la dinastia bagràtida; al segon quarter, d'atzur, una àguila bicèfala d'argent, pels arsàcides; al tercer quarter, d'atzur, les dues àguiles afrontades d'argent dels artàxides; al quart quarter, de gules, un lleopard coronat d'argent amb la creu del mateix metall, pels rubènides. Sobre el tot, un escussó amb el camper ataronjat, amb un mar d'ones on sorgeix el mont Ararat sobremuntat de l'Arca de Noè, tot d'argent.
Com a suports de l'escut, una àguila a la destra i un lleó a la sinistra, tots dos d'or i aclarits de sable, dos senyals presents en els primers regnes armenis, símbols del poder, el valor, la paciència, la saviesa i la noblesa en el regne animal.
A la part inferior de l'escut, els anomenats cinc elements vitals: l'espasa, símbol de la força de la nació, que trenca les cadenes de l'opressió; la cadena trencada representa l'esforç per obteir la llibertat i la independència nacionals; les espigues de blat, la natura laboriosa del poble armeni; la ploma, l'herència intel·lectual i cultural dels armenis; la cinta, els colors de la bandera d'Armènia.

## Escuts anteriors
- La República Democràtica d'Armènia, durant la seva curta existència (1918-1922), deu el seu escut oficial al projecte de l'arquitecte Aleksandr Tamanian, creador del pla urbanístic d'Erevan, i el pintor Hagop Kojoian. El disseny d'aquest primer escut es va aprofitar per a l'establiment de l'actual, amb la diferència que els suports de l'àguila i el lleó eren linguats, cosa que els donava un aire més amenaçador. A l'escussó hi figurava l'Ararat juntament amb el Petit Ararat, però sense l'arca. Els elements dels diversos quarters tenien una representació més fidel als usos heràldics tradicionals.
- La República Federativa Socialista Soviètica de Transcaucàsia, que incloïa també Geòrgia i l'Azerbaidjan (1922-1936), incorporava al seu escut motius dels tres pobles integrants i, com a fet inusual, combinava elements islàmics com el creixent i comunistes com la falç i el martell. El símbol armeni era el mont Ararat.
- La República Socialista Soviètica d'Armènia (1936-1991) va adoptar un escut circular on apareixia també l'Ararat com a símbol nacional juntament amb els senyals comunistes de la falç i el martell i l'estrella roja i elements representatius de la riquesa agrícola armènia, com ara el blat i el raïm.

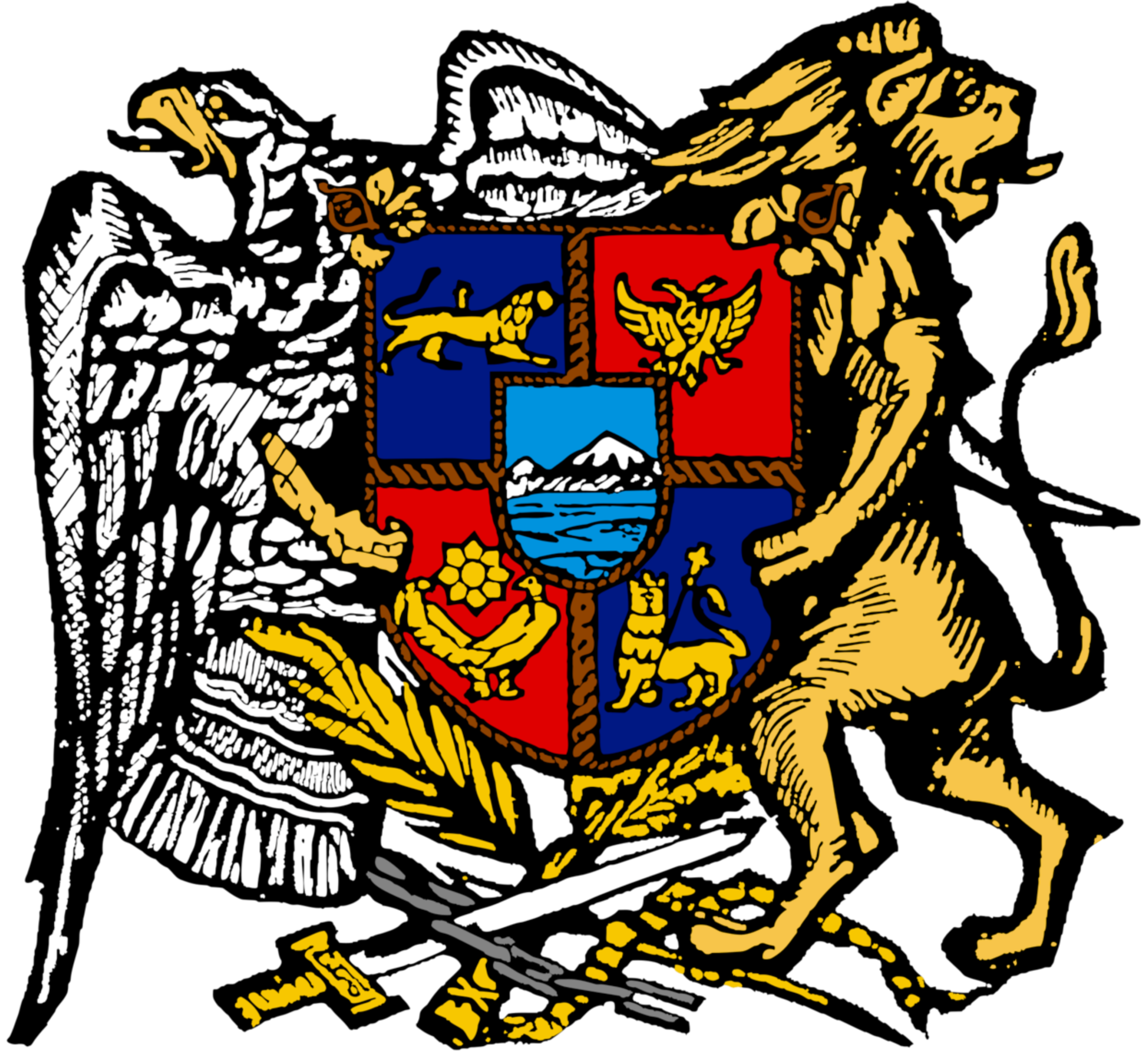
Escut de la República Democràtica d'Armènia (1918-1922)
Escut de la RFSS de Transcaucàsia (1922-1936)
Escut de l' RSS d'Armènia (1936-1991)